# Zhongyuan-Buddha

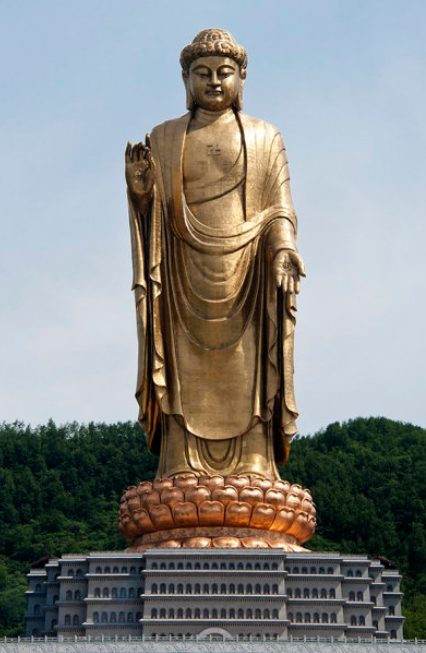
Der Zhongyuan-Buddha, auch: „Spring Temple Buddha“

Größenvergleich bekannter Statuen:
Statue der Einheit (Indien),
Zhongyuan-Buddha,
Freiheitsstatue (New York),
Mutter-Heimat-Statue (Wolgograd),
Cristo Redentor (Rio de Janeiro),
David von Michelangelo (Florenz)

Der Zhongyuan-Buddha (chinesisch 中原大佛, Pinyin Zhōngyuán Dàfó), auch als Lushan-Buddha (魯山大佛 / 鲁山大佛,  Lǔshān Dàfó) bekannt, ist eine gut 108 Meter hohe Kolossalstatue im Kreis Lushan der chinesischen Provinz Henan. Sie ist auch unter der englischen Bezeichnung Spring Temple Buddha (deutsch etwa „Frühlingstempel-Buddha“) bekannt. 
Baubeginn der Statue war 1997, sie wurde am 1. September 2008 eingeweiht. Der Bau der Kupfer-Statue kostete 1,2 Mrd. Yuan (ca. 146 Mio. Euro).

## Höhe
Die Höhe der Buddha-Statue beträgt 108,448 Meter, einschließlich des Lotus-Podests 127,64 Meter. Damit ist sie derzeit die zweitgrößte Buddha-Statue, sowie die dritthöchste Statue der Welt (Stand: 2018). Der mehrstöckige rund 80 Meter hohe Unterbau gehört zwar zum gesamten Monument, ist aber definitionsgemäß nicht zur Statue zu rechnen. Mitsamt dem Sockelbauwerk erreicht das Monument eine Gesamthöhe von 208,059 Meter.

## Galerie

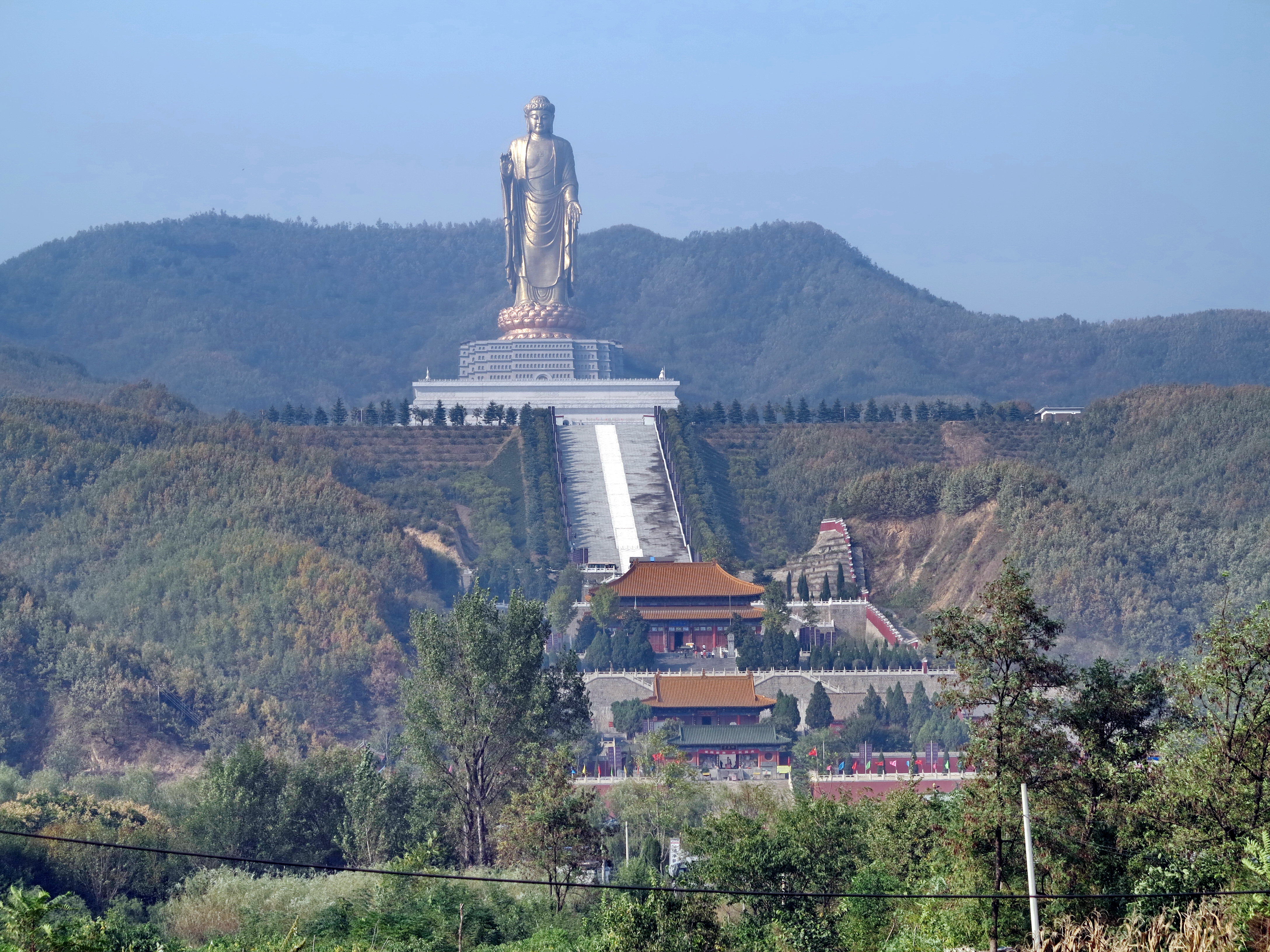
Gesamtanlage
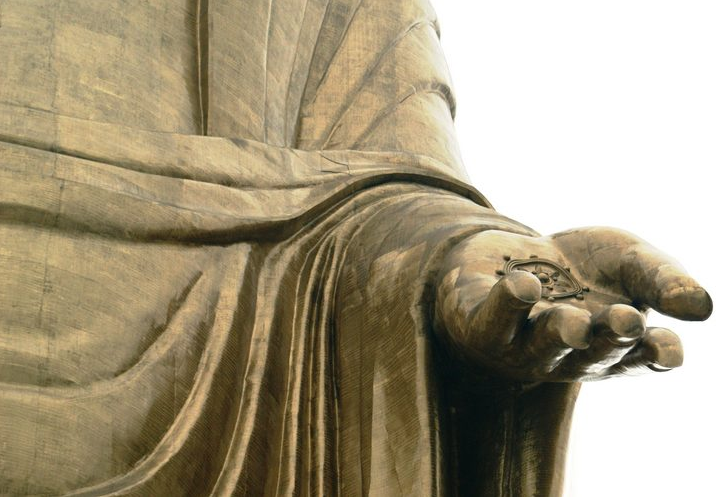
Detail: linke Hand
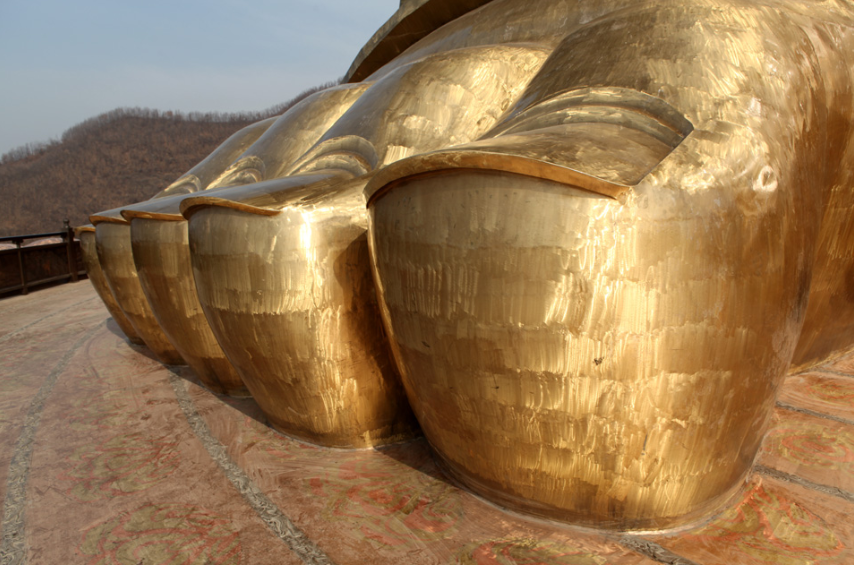
Detail: rechter Fuß